# Temporada 2022 de la Copa Mundial de MotoE
La temporada 2022 de la Copa Mundial de MotoE fue la cuarta temporada de dicha competición de motos eléctricas. Este campeonato formá parte de la 74.ª temporada del Campeonato del Mundo de Motociclismo.
El español Jordi Torres bicampeón del campeonato no pudo defender por segundo año consecutivo su título conseguido tras la segunda carrera celebrada en San Marino.

## Calendario
El 7 de diciembre de 2021, Dorna y la FIM hicieron públicó el calendario provisional para 2022, el cual estará conformado por siete rondas, todas ellas dobles.
| Ronda                                      | Fecha           | Gran Premio                                         | Circuito                                                    |
| ------------------------------------------ | --------------- | --------------------------------------------------- | ----------------------------------------------------------- |
| 1                                          | 30 de abril     | Gran Premio de España                               | Circuito de Jerez – Ángel Nieto, Jerez de la Frontera       |
| 1                                          | 1 de mayo       | Gran Premio de España                               | Circuito de Jerez – Ángel Nieto, Jerez de la Frontera       |
| 2                                          | 14 de mayo      | Grand Prix de France                                | Circuit Bugatti, Le Mans                                    |
| 2                                          | 15 de mayo      | Grand Prix de France                                | Circuit Bugatti, Le Mans                                    |
| 3                                          | 28 de mayo      | Gran Premio d'Italia                                | Autodromo Internazionale del Mugello, Scarperia e San Piero |
| 3                                          | 29 de mayo      | Gran Premio d'Italia                                | Autodromo Internazionale del Mugello, Scarperia e San Piero |
| 4                                          | 25 de junio     | TT Assen                                            | TT Circuit Assen, Assen                                     |
| 4                                          | 26 de junio     | TT Assen                                            | TT Circuit Assen, Assen                                     |
| 5                                          | 20 de agosto    | Motorrad Grand Prix von Österreich                  | Red Bull Ring, Spielberg                                    |
| 5                                          | 21 de agosto    | Motorrad Grand Prix von Österreich                  | Red Bull Ring, Spielberg                                    |
| 6                                          | 3 de septiembre | Gran Premio di San Marino e della Riviera di Rimini | Misano World Circuit Marco Simoncelli, Misano Adriatico     |
| 6                                          | 4 de septiembre | Gran Premio di San Marino e della Riviera di Rimini | Misano World Circuit Marco Simoncelli, Misano Adriatico     |
| Grandes Premios cancelados                 |                 |                                                     |                                                             |
| -                                          | 9 de julio      | Grand Prix of Finland                               | Kymi Ring, Iitti                                            |
| -                                          | 10 de julio     | Grand Prix of Finland                               | Kymi Ring, Iitti                                            |
| Notas: Actualizado a 27 de mayo de 2022 1. |                 |                                                     |                                                             |

### Cambios en el calendario
- El 25 de mayo se anunció la cancelación del Gran Premio de Finlandia debido a los retrasos en las obras de homologación del Kymi Ring, sumados a la situación geopolítica que atraviesa la región por la invasión rusa de Ucrania llevaron a la cancelación de la prueba.[2][3][4]

## Cambios

### Cambios deportivos
- A partir de esta temporada MotoE contará con dos carreras por gran premio, los fines de semana de carrera estarán compuestos por: dos sesiones de entrenamientos libres y una sesión de clasificación el viernes, y dos carreras: una el sábado y otra el domingo.[5]
- El formato de la E-Pole será restructurado para esta temporada: a partir de esta temporada se disputará un formato de clasificación de Q1 y Q2, los 10 pilotos más lentos disputarán la Q1 de los cuales dos se clasificarán a la Q2 que definirá al poleman.[5]

### Cambios técnicos
- Energica quien fuera el suministrador único de las motocicletas del campeonato desde su creación en 2019 dejara el campeonato al final de la temporada[6] siendo reemplazada por Ducati quien ocupara ese rol hasta la temporada 2026.[7]

## Equipos y pilotos
Todos los equipos llevan como constructor a Energica y como motocicleta a la Energica Ego Corsa.
| Equipo                     | N.º | Piloto             | Rondas   |
| -------------------------- | --- | ------------------ | -------- |
| Tech3 E-racing             | 4   | Héctor Garzó       | 1-5      |
| Tech3 E-racing             | 17  | Alex Escrig        | 1-5      |
| LCR E-Team                 | 51  | Eric Granado       | 1-5      |
| LCR E-Team                 | 71  | Miquel Pons        | 1-5      |
| Octo Pramac MotoE          | 12  | Javier Forés       | 1-5      |
| Octo Pramac MotoE          | 34  | Kevin Manfredi     | 1-5      |
| OpenBank Aspar Team        | 6   | María Herrera      | 1-5      |
| OpenBank Aspar Team        | 70  | Marc Alcoba        | 1-5      |
| Avintia Esponsorama Racing | 10  | Unai Orradre       | 4        |
| Avintia Esponsorama Racing | 18  | Xavier Cardelús    | 2-3, 5   |
| Avintia Esponsorama Racing | 28  | Yeray Ruiz         | 1        |
| FELO Gresini Team          | 11  | Matteo Ferrari     | 1-5      |
| FELO Gresini Team          | 72  | Alessio Finello    | 1-5      |
| Pons Racing 40             | 27  | Mattia Casadei     | 1-5      |
| Pons Racing 40             | 40  | Jordi Torres       | 1-2, 4-5 |
| Pons Racing 40             | 55  | Massimo Roccoli    | 3        |
| Dynavolt Intact GP MotoE   | 77  | Dominique Aegerter | 1-5      |
| Ongetta Sic58 Squadracorse | 21  | Kevin Zannoni      | 1-5      |
| Avant Ajo MotoE            | 78  | Hikari Okubo       | 1-5      |
| WithU GRT RNF MotoE Team   | 3   | Lukas Tulovic      | 1        |
| WithU GRT RNF MotoE Team   | 7   | Niccolò Canepa     | 1-5      |
| WithU GRT RNF MotoE Team   | 9   | Andrea Mantovani   | 2-3      |
| WithU GRT RNF MotoE Team   | 38  | Bradley Smith      | 4-5      |
| Fuente:                    |     |                    |          |

| Leyenda             | Leyenda |
| ------------------- | ------- |
| Piloto titular      |         |
| Piloto invitado     |         |
| Piloto de reemplazo |         |

### Cambios de pilotos
- Tras tres temporadas en el Ongetta SIC58 Squadra Corse, Mattia Casadei dejó el equipo para fichar por el HP Pons 40.

## Resultados y Clasificación

### Resultados por Gran Premio
| Ronda | Gran Premio                     | Pole position      | Vuelta rápida      | Piloto ganador     | Equipo ganador           |
| ----- | ------------------------------- | ------------------ | ------------------ | ------------------ | ------------------------ |
| 1     | Gran Premio de España           | Miquel Pons        | Héctor Garzó       | Eric Granado       | LCR E-Team               |
| 1     | Gran Premio de España           | Miquel Pons        | Eric Granado       | Eric Granado       | LCR E-Team               |
| 2     | Gran Premio de Francia          | Mattia Casadei     | Mattia Casadei     | Mattia Casadei     | Pons Racing 40           |
| 2     | Gran Premio de Francia          | Mattia Casadei     | Andrea Mantovani   | Dominique Aegerter | Dynavolt Intact GP MotoE |
| 3     | Gran Premio de Italia           | Dominique Aegerter | Dominique Aegerter | Dominique Aegerter | Dynavolt Intact GP MotoE |
| 3     | Gran Premio de Italia           | Dominique Aegerter | Dominique Aegerter | Matteo Ferrari     | Felo Gresini MotoE       |
| 4     | Gran Premio de los Países Bajos | Dominique Aegerter | Eric Granado       | Dominique Aegerter | Dynavolt Intact GP MotoE |
| 4     | Gran Premio de los Países Bajos | Dominique Aegerter | Eric Granado       | Eric Granado       | LCR E-Team               |
| 5     | Gran Premio de Austria          | Eric Granado       | Eric Granado       | Eric Granado       | LCR E-Team               |
| 5     | Gran Premio de Austria          | Eric Granado       | Miquel Pons        | Eric Granado       | LCR E-Team               |
| 6     | Gran Premio de San Marino       | Dominique Aegerter | Matteo Ferrari     | Mattia Casadei     | Pons Racing 40           |
| 6     | Gran Premio de San Marino       | Dominique Aegerter | Matteo Ferrari     | Matteo Ferrari     | Felo Gresini MotoE       |

### Campeonato de Pilotos
Sistema de puntuación
Los puntos se reparten entre los quince primeros clasificados en acabar la carrera. 
Sistema de puntuación de 1993 hasta 2022:
| Posición | 1.º | 2.º | 3.º | 4.º | 5.º | 6.º | 7.º | 8.º | 9.º | 10.º | 11.º | 12.º | 13.º | 14.º | 15.º |
| Puntos   | 25  | 20  | 16  | 13  | 11  | 10  | 9   | 8   | 7   | 6    | 5    | 4    | 3    | 2    | 1    |

| Pos. | Piloto             | SPA | SPA | FRA | FRA | ITA | ITA | NED | NED | AUT | AUT | RSM | RSM | Pts   |
| ---- | ------------------ | --- | --- | --- | --- | --- | --- | --- | --- | --- | --- | --- | --- | ----- |
| 1    | Dominique Aegerter | 2   | 4   | 2   | 1   | 1   | 2   | 1   | 2   | 2   | 3   | 2   | 4   | 227   |
| 2    | Eric Granado       | 1   | 1   | 7   | 5   | 3   | 8   | 2   | 1   | 1   | 1   | 17  | 3   | 192.5 |
| 3    | Matteo Ferrari     | 3   | 6   | 4   | 7   | 2   | 1   | 4   | 4   | 14  | 9   | 3   | 1   | 162.5 |
| 4    | Mattia Casadei     | 17  | 3   | 1   | 2   | 4   | Ret | 3   | 3   | Ret | 4   | 1   | 2   | 156   |
| 5    | Miquel Pons        | 8   | 2   | 6   | 10  | 7   | 3   | 6   | Ret | 3   | 2   | Ret | 7   | 124   |
| 6    | Hikari Okubo       | 6   | 5   | 3   | 6   | 11  | Ret | 13  | 11  | 4   | 7   | 7   | 9   | 95.5  |
| 7    | Niccolò Canepa     | 11  | 9   | 8   | 3   | 6   | 6   | 7   | 5   | Ret | 12  | 6   | 6   | 94.5  |
| 8    | Héctor Garzó       | 4   | Ret | 5   | 8   | 9   | 10  | 5   | 10  | 5   | 8   | 10  | 14  | 86    |
| 9    | Alex Escrig        | 7   | 8   | 10  | 12  | 14  | 13  | 14  | 6   | 6   | 5   | 5   | 8   | 79    |
| 10   | Kevin Zannoni      | 12  | 13  | 16  | 4   | 8   | 5   | 10  | 9   | 7   | 13  | 11  | 10  | 71.5  |
| 11   | Jordi Torres       | 5   | 7   | Ret | DNS |     |     | 9   | 16  | 8   | 10  | 4   | 5   | 65    |
| 12   | Kevin Manfredi     | 13  | 10  | 13  | 16  | 10  | 9   | 11  | 7   | 10  | 11  | 8   | 11  | 58.5  |
| 13   | Marc Alcoba        | 9   | Ret | Ret | 9   | 5   | 7   | Ret | 13  | 12  | 15  | 13  | 13  | 46.5  |
| 14   | Xavi Forés         | 14  | 11  | 12  | 13  | 12  | 12  | 12  | 15  | 9   | DNS | 15  | 15  | 35.5  |
| 15   | Xavier Cardelús    |     |     | 11  | 14  | DNS | DNS |     |     | 13  | 6   | 9   | 12  | 31    |
| 16   | Andrea Mantovani   |     |     | 9   | 11  | DSQ | 4   |     |     |     |     |     |     | 25    |
| 17   | María Herrera      | 15  | 14  | 14  | 15  | 16  | 15  | 15  | 8   | 11  | 14  | 14  | Ret | 21    |
| 18   | Bradley Smith      |     |     |     |     |     |     | 8   | 17  | Ret | DNS | 12  | 16  | 12    |
| 19   | Lukas Tulovic      | 10  | 12  |     |     |     |     |     |     |     |     |     |     | 10    |
| 20   | Alessio Finello    | Ret | 15  | 15  | 17  | 13  | 14  | 16  | 12  | DNS | DNS | 16  | 17  | 9     |
| 21   | Massimo Roccoli    |     |     |     |     | 15  | 11  |     |     |     |     |     |     | 6     |
| 22   | Unai Orradre       |     |     |     |     |     |     | 17  | 14  |     |     |     |     | 1     |
| 23   | Yeray Ruiz         | 16  | Ret |     |     |     |     |     |     |     |     |     |     | 0     |
| Pos. | Piloto             | SPA | SPA | FRA | FRA | ITA | ITA | NED | NED | AUT | AUT | RSM | RSM | Pts   |

| Color     | Resultado                                                               |
| --------- | ----------------------------------------------------------------------- |
| Oro       | Ganador                                                                 |
| Plata     | 2.ª plaza                                                               |
| Bronce    | 3.ª plaza                                                               |
| Verde     | Finalizó en los puntos                                                  |
| Azul      | Finalizó sin puntos                                                     |
| Azul      | NC - No clasificado                                                     |
| Violeta   | Ret - No terminó (Carrera)                                              |
| Rojo      | DNQ - No se clasificó                                                   |
| Negro     | DSQ - Descalificado                                                     |
| Blanco    | DNS - No empezó (carrera)                                               |
| Blanco    | WD - Retirado (fin de semana)                                           |
| Blanco    | C - Carrera cancelada                                                   |
| Sin color | DNP - Inscrito pero no participó                                        |
| Sin color | INJ - Lesionado                                                         |
| Sin color | EX - Excluido                                                           |
| Estado    | Resultado                                                               |
| Negrita   | Pole position                                                           |
| Cursiva   | Vuelta rápida                                                           |
| †         | Abandona, pero clasifica al completar el porcentaje requerido para ello |

### Campeonato de Equipos
| Pos. | Equipo                      | N.º | SPA | SPA | FRA | FRA | ITA | ITA | NED | NED | AUT | AUT | RSM | RSM | Puntos |
| ---- | --------------------------- | --- | --- | --- | --- | --- | --- | --- | --- | --- | --- | --- | --- | --- | ------ |
| 1    | LCR E-Team                  | 51  | 1   | 1   | 7   | 5   | 3   | 8   | 2   | 1   | 1   | 1   | 17  | 3   | 316.5  |
| 1    | LCR E-Team                  | 71  | 8   | 2   | 6   | 10  | 7   | 3   | 6   | Ret | 3   | 2   | Ret | 7   | 316.5  |
| 2    | Dynavolt Intact GP MotoE    | 77  | 2   | 4   | 2   | 1   | 1   | 2   | 1   | 2   | 2   | 3   | 2   | 4   | 227    |
| 3    | Pons Racing 40              | 27  | 17  | 3   | 1   | 2   | 4   | Ret | 3   | 3   | Ret | 4   | 1   | 2   | 227    |
| 3    | Pons Racing 40              | 40  | 5   | 7   | Ret | DNS |     |     | 9   | 16  | 8   | 10  | 4   | 5   | 227    |
| 3    | Pons Racing 40              | 55  |     |     |     |     | 15  | 11  |     |     |     |     |     |     | 227    |
| 4    | Felo Gresini Team           | 11  | 3   | 6   | 4   | 7   | 2   | 1   | 4   | 4   | 14  | 9   | 3   | 1   | 171.5  |
| 4    | Felo Gresini Team           | 72  | Ret | 15  | 15  | 17  | 13  | 14  | 16  | 12  | DNS | DNS | 16  | 17  | 171.5  |
| 5    | Tech3 E-Racing              | 4   | 4   | Ret | 5   | 8   | 9   | 10  | 5   | 10  | 5   | 8   | 10  | 14  | 165    |
| 5    | Tech3 E-Racing              | 17  | 7   | 8   | 10  | 12  | 14  | 13  | 14  | 6   | 6   | 5   | 5   | 8   | 165    |
| 6    | WithU GRT RNF MotoE Team    | 3   | 10  | 12  |     |     |     |     |     |     |     |     |     |     | 141.5  |
| 6    | WithU GRT RNF MotoE Team    | 7   | 11  | 9   | 8   | 3   | 6   | 6   | 7   | 5   | Ret | 12  | 6   | 6   | 141.5  |
| 6    | WithU GRT RNF MotoE Team    | 9   |     |     | 9   | 11  | DSQ | 4   |     |     |     |     |     |     | 141.5  |
| 6    | WithU GRT RNF MotoE Team    | 38  |     |     |     |     |     |     | 8   | 17  | Ret | DNS | 12  | 16  | 141.5  |
| 7    | Avant Ajo MotoE             | 78  | 6   | 5   | 3   | 6   | 11  | Ret | 13  | 11  | 4   | 7   | 7   | 9   | 95.5   |
| 8    | Octo Pramac MotoE           | 12  | 14  | 11  | 12  | 13  | 12  | 12  | 12  | 15  | 9   | DNS | 15  | 15  | 94     |
| 8    | Octo Pramac MotoE           | 34  | 13  | 10  | 13  | 16  | 10  | 9   | 11  | 7   | 10  | 11  | 8   | 11  | 94     |
| 9    | Ongetta SIC58 Squadra Corse | 21  | 12  | 13  | 16  | 4   | 8   | 5   | 10  | 9   | 7   | 13  | 11  | 10  | 71.5   |
| 10   | Openbank Aspar Team         | 6   | 15  | 14  | 14  | 15  | 16  | 15  | 15  | 8   | 11  | 14  | 14  | Ret | 67.5   |
| 10   | Openbank Aspar Team         | 70  | 9   | Ret | Ret | 9   | 5   | 7   | Ret | 13  | 12  | 15  | 13  | 13  | 67.5   |
| 11   | Avintia Esponsorama Racing  | 10  |     |     |     |     |     |     | 17  | 14  |     |     |     |     | 32     |
| 11   | Avintia Esponsorama Racing  | 18  |     |     | 11  | 14  | DNS | DNS |     |     | 13  | 6   | 9   | 12  | 32     |
| 11   | Avintia Esponsorama Racing  | 28  | 16  | Ret |     |     |     |     |     |     |     |     |     |     | 32     |
| Pos. | Equipo                      | N.º | SPA | SPA | FRA | FRA | ITA | ITA | NED | NED | AUT | AUT | RSM | RSM | Puntos |